# Варзариј де Сус (Бихор)
Варзариј де Сус (рум. Vărzarii de Sus) насеље је у Румунији у округу Бихор у општини Вашкау. Oпштина се налази на надморској висини од 330 m.

## Становништво
Према подацима из 2002. године у насељу је живело 168 становника, од којих су сви румунске националности.